# شاين إيفانز
شاين إيفانز (بالإنجليزية: Shane Evans)‏ هو موسيقي أمريكي، ولد في 26 أبريل 1970.